# Albert Yuma
Albert Yuma Mulimbi, né le 30 juillet 1955 à Kongolo en république démocratique du Congo, est un homme d'affaires, chef d'entreprise et financier congolais. Il est le président de la Gécamines de 2010 à 2021 et président de la Fédération des entreprises du Congo de fin 2004 à fin 2023. Il est régulièrement accusé de détournements de fonds au profit de l'entourage du président Joseph Kabila.

## Biographie

### Débuts
Albert Yuma Mulimbi est né en 1955. Il est diplômé de l'université catholique de Louvain (Belgique) en administration et gestion financière, gestion des entreprises, sciences du travail, sciences économiques pures.

### Gécamines
De 2010 à 2021, Albert Yuma est le président du conseil d'administration de la Gécamines. À ce poste, il est critiqué pour ne pas avoir assuré la relance promise de l'entreprise. Ses détracteurs l'accusent d'être le prête-nom du président Joseph Kabila pour dissimuler de l'argent détourné dans les paradis fiscaux. Il est assimilé au "clan des Katangais" qui règne sur le pays. Il est également un proche de Dan Gertler, sulfureux homme d'affaires israélien. En février 2016, face aux dérives des dirigeants de la Gécamines, ses ouvriers se soulèvent pour demander la démission d'Albert Yuma. En juin 2020, Yuma est reconduit à la présidence de la Gécamines par le nouveau président Félix Tshisekedi.
La relation entre le nouveau président Tshisekedi et son prédécesseur Kabila, dont Yuma est très proche, se dégrade fortement fin 2020. Yuma est aussi critiqué par des ONG pour des détournements de fonds à la Gécamines et est cité dans l'enquête Congo Hold-Up. Yuma est ainsi l'actionnaire de la société Egal qui est accusée d'avoir détourné 43 millions de dollars au profit de Kabila et de ses proches. Plus largement, Yuma est critiqué par des ONG pour la gestion de la Gécamines qui aurait signé des accords douteux ou n'aurait pas reversé à l'État ses revenus. Ces malversations sont estimées à plusieurs milliards de dollars américains. L'Inspection générale des finances (IGF) enquête ainsi sur Yuma et la Gécamines à partir de septembre 2021. En décembre 2021, le président Tshisekedi évince Albert Yuma de la présidence de la Gécamines et nomme Alphonse Kaputo Kalubi à sa place,. L'enquête de l'IGF porte sur la période 2010-2021, période où Yuma présidait la Gécamines et cherche à retrouver la destination de 591 millions de dollars perçus par la Gécamines.

### Fédération des entreprises du Congo
Depuis 2005, il préside le conseil d'administration de la fédération des entreprises du Congo. Lors de la cérémonie des vœux 2014 de la FEC, il émet une vive critique envers le Premier ministre Augustin Matata Ponyo, le rendant totalement responsable de la grave détérioration du climat des affaires au Congo.
En novembre 2020, Yuma est réélu président du conseil d'administration de la FEC. Son élection est rapidement annulée par le Conseil d'État en raison d'irrégularités dans le vote, en particulier ses deux adversaires sont exclus du vote par la « Commission des sages » de la FEC. Une nouvelle élection est organisé où seul Dieudonné Kasembo Nyembo, candidat soutenu par le président Tshisekedi, est candidat. Il est donc élu,. Yuma conteste à son tour l'élection de Kasembo, cette fois devant le tribunal de grande instance de la Gombe qui lui donne raison et suspend l'élection de Kasembo. En janvier, la Cour constitutionnelle valide l'élection de Yuma. Son mandat arrive à échéance en novembre 2023 et il ne se représente pas.

### Autres fonctions
En 2014, il est le directeur exécutif de la société immobilière Texaf, une société basée à Bruxelles dont il est actionnaire à 5% et qu'il a rejoint en 1983. Texaf est l'héritière de Utex africa, une société de textile congolaise leader dans les années 1980 mais anéantie par la concurrence chinoise. Albert Yuma en a récupéré les actifs immobiliers avantageux pour lancer Texaf.
Il préside également le conseil d'administration de Texico, une société qui produit les uniformes de l’armée et de la police. il cumule également les postes de directeur de la Banque centrale de la république du Congo, et directeur de la chambre de commerce belgo-congolaise.
Il siège aux directoires de l'Organisation internationale du travail et de la Banque centrale du Congo. Yuma doit démissionner du conseil d'administration de la Banque centrale du Congo sous la pression du Fonds monétaire international en raison d'un conflit d'intérêts.
En 2011, Yuma est élu pour trois ans à la tête de l'organisation regroupant les chambres de commerces francophones, la Conférence permanente des chambres consulaires africaines et francophones. Il est remplacé à ce poste le 1er janvier 2016 par Germain Essouhouna Meba, président de la Chambre de commerce et d’industrie du Togo,.
En 2019, Yuma est considéré comme le candidat de Kabila pour le poste de premier ministre. Sylvestre Ilunga est toutefois choisi.

### Vie privée
Albert Yuma est l'époux de la femme politique congolaise Florence Muleka Bajikila.

## Prix et récompenses
- Top 100 des hommes d'affaires les plus influents du continent africain par le New African Magazine, 2013[23].
- Commandeur de l'ordre de la Couronne (Belgique)[24]